# Styl manueliński

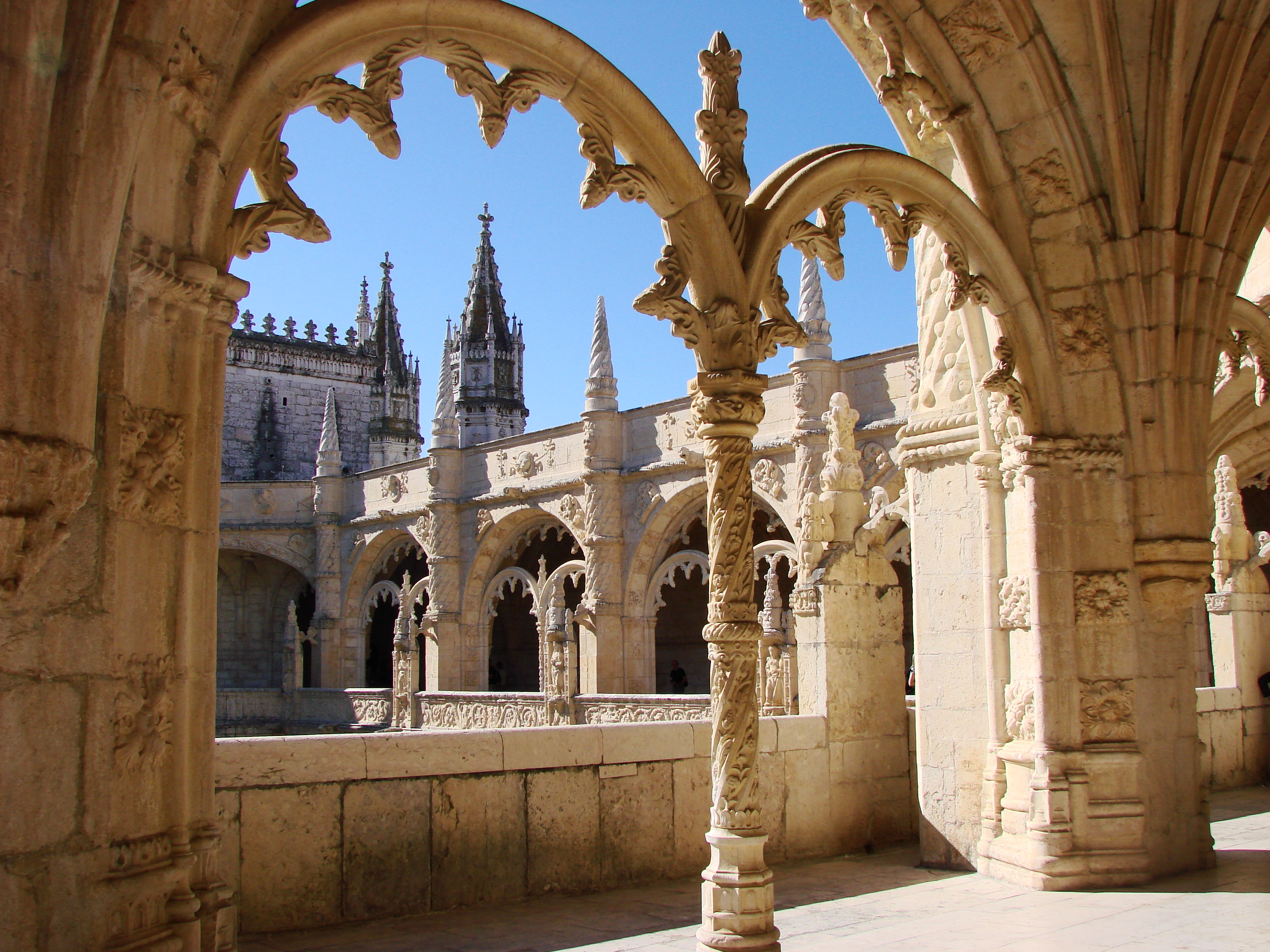
Ornamenty w stylu manuelińskim w kompleksie klasztornym Hieronimitów (dzielnica Belém, Lizbona, Portugalia)

Styl manueliński (oryginalnie Manuelino) – styl architektoniczny późnego gotyku. Rozwijał się w Portugalii za panowania króla Manuela I Szczęśliwego. Łączy gotyk z rzeźbami o motywach marynistycznych i elementami orientalnymi.
Przykładami tego stylu mogą być: lizboński klasztor Hieronimitów z XVI wieku, pobliska Torre de Belém, klasztor w Batalha czy kompleks klasztorny Zakonu Chrystusa w Tomarze. Za pierwszą budowlę prezentującą ten bogaty w detale styl uważa się Igreja de Jesus w mieście Setúbal (1494–1498).